# Buckautal
Buckautal ist eine Gemeinde im Westen des Landkreises Potsdam-Mittelmark in Brandenburg und Teil des Amtes Ziesar.

## Geographie
Buckautal liegt etwa fünf Kilometer südlich und östlich von Ziesar an der Grenze zu Sachsen-Anhalt. Die Gemeinde liegt südlich des Fiener Bruches auf einem eiszeitlichen Sander. Auf dem Sand wachsen hauptsächlich Kiefern. Die Gemeinde erstreckt sich über zehn Kilometer und reicht vom Ortsteil Dretzen im Südwesten bis zum Ortsteil Steinberg im Nordosten. Beim Ortsteil Dretzen liegt der Truppenübungsplatz Altengrabow. Fließgewässer in der Gemeinde sind die namensgebende Buckau mit ihren Nebenflüssen Krummer Bach, Strepenbach, Litzenbach und Kirchenheider Bach.

## Gemeindegliederung
Buckau, Dretzen und Steinberg sind Ortsteile der Gemeinde. Hinzu kommen die Wohnplätze Birkenreismühle, Kolonie Wittstock und Ziegelei.

## Geschichte
Im Jahr 946 wird Buckau erstmals als „Bucounici“ urkundlich erwähnt. König Otto I. schenkte damals den Honigzehnt der „urbs“ (lat.: Stadt) Buckau dem Moritzkloster in Magdeburg. Damit ist Buckau der älteste (urkundlich erwähnte) Ort des heutigen Bundeslandes Brandenburg. Die Bezeichnung „urbs“ spricht für die damalige Bedeutung der Siedlung. Die Orte des heutigen Buckautal gehörten bis zu dessen Auflösung 1571 zum Hochstift Brandenburg, dem Fürstentum der Bischöfe des Bistums Brandenburg, deren Residenz sich im benachbarten Ziesar befand.
Buckau hatte früher einen Burgwart, von ihm ist heute nur noch eine kreisrunde Stelle in der Feldmark nördlich des Dorfes von etwa 150 Meter Durchmesser übriggeblieben.
Buckau, Dretzen und Steinberg gehörten seit 1817 zum Kreis Jerichow I in der preußischen Provinz Sachsen und ab 1952 zum Kreis Brandenburg-Land im DDR-Bezirk Potsdam. Seit 1993 liegen die Orte im brandenburgischen Landkreis Potsdam-Mittelmark.
Die Gemeinde Buckautal entstand am 1. März 2002 aus dem freiwilligen Zusammenschluss der bis dahin selbstständigen Gemeinden Buckau und Dretzen. Am 1. März 2002 wurde auch die Gemeinde Steinberg eingegliedert.
Fünf unbewohnte kleine Exklaven waren bis zum 12. November 2024 vom Gebiet der Stadt Möckern in Sachsen-Anhalt umgeben (eine von ihnen gehört zum Teil zu Buckautal und zum Teil zur Stadt Ziesar). Durch einen Staatsvertrag mit dem Land Sachsen-Anhalt wurden diese Exklaven der Stadt Möckern übergeben, während Möckern Gebiete an die Gemeinde Buckautal abgegeben hat.

## Bevölkerungsentwicklung
| Jahr | Buckau | Dretzen | Steinberg |      | Jahr | Buckautal |
| ---- | ------ | ------- | --------- | ---- | ---- | --------- |
| 1875 | 295    | 250     | 193       | 2002 | 580  |           |
| 1910 | 295    | 270     | 193       | 2005 | 529  |           |
| 1939 | 296    | 281     | 181       | 2010 | 515  |           |
| 1946 | 354    | 386     | 254       | 2015 | 492  |           |
| 1950 | 543    | 354     | 251       | 2016 | 496  |           |
| 1971 | 321    | 214     | 179       | 2017 | 489  |           |
| 1990 | 234    | 177     | 144       | 2018 | 488  |           |
| 1995 | 274    | 193     | 140       | 2019 | 487  |           |
| 2000 | 312    | 181     | 131       | 2020 | 490  |           |
| 2001 | 293    | 182     | 133       | 2021 | 488  |           |

Gebietsstand des jeweiligen Jahres, Einwohnerzahl: Stand 31. Dezember, ab 2011 auf Basis des Zensus 2011

## Politik

### Gemeindevertretung
Die Gemeindevertretung von Buckautal besteht aus acht Gemeindevertretern und dem ehrenamtlichen Bürgermeister. Die Kommunalwahl am 9. Juni 2024 führte zu folgendem Ergebnis:
| Partei / Wählergruppe        | Stimmenanteil | Sitze |
| ---------------------------- | ------------- | ----- |
| Heimatverein Buckau          | 55,2 %        | 5     |
| Feuerwehrverein Steinberg    | 35,9 %        | 3     |
| Einzelbewerber Holger Vieweg | 8,9 %         | 0     |

### Bürgermeister
- 2003–2014: Hans-Christian Krieger[10]
- seit 2014: Mike Pokorny[11][12]

Pokorny wurde bei der Bürgermeisterwahl am 9. Juni 2024 bei einem Gegenkandidaten mit 52,7 % der gültigen Stimmen für eine weitere  Amtszeit von fünf Jahren zum ehrenamtlichen Bürgermeister gewählt.

## Sehenswürdigkeiten

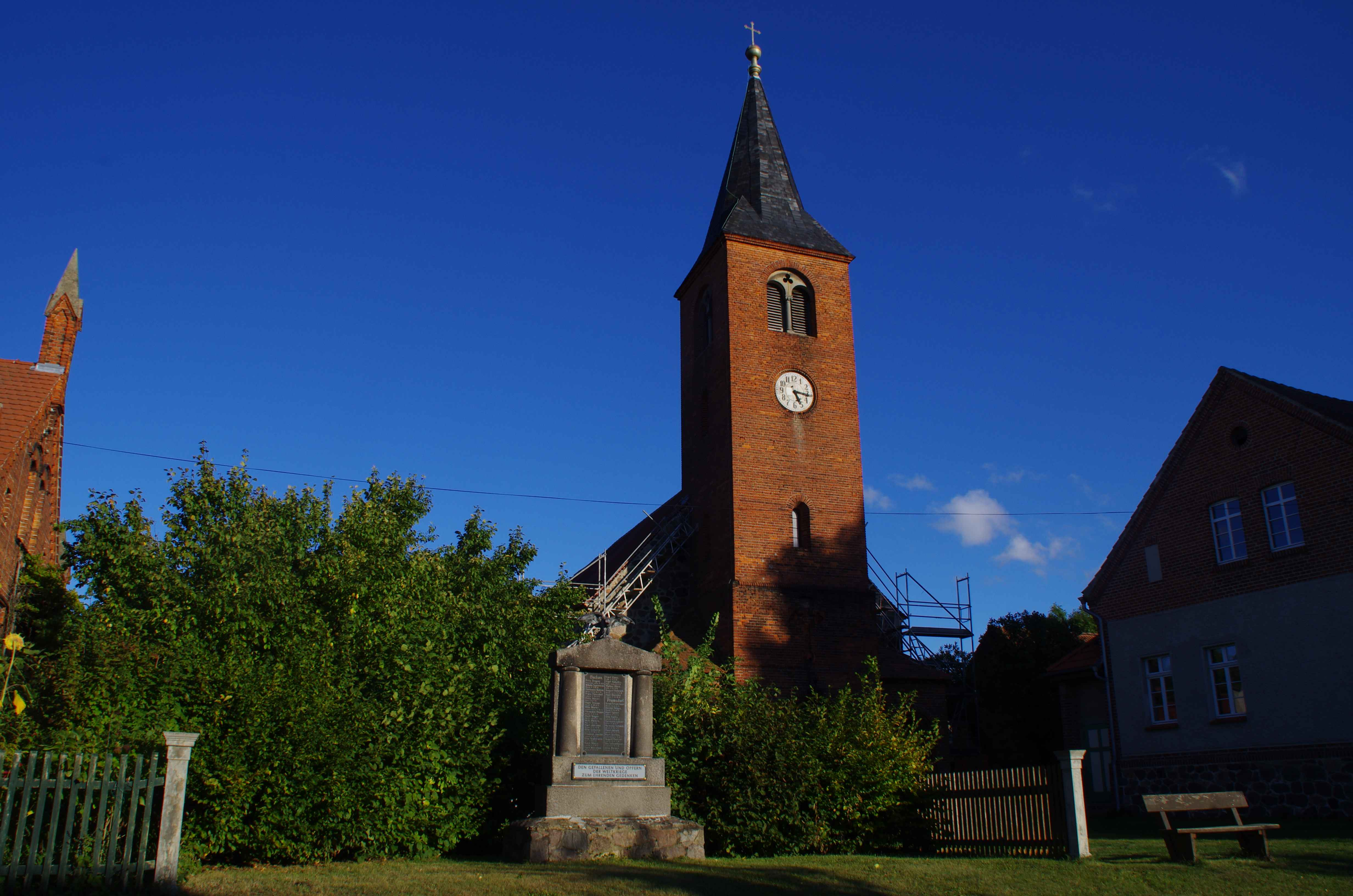
Dorfkirche in Buckau

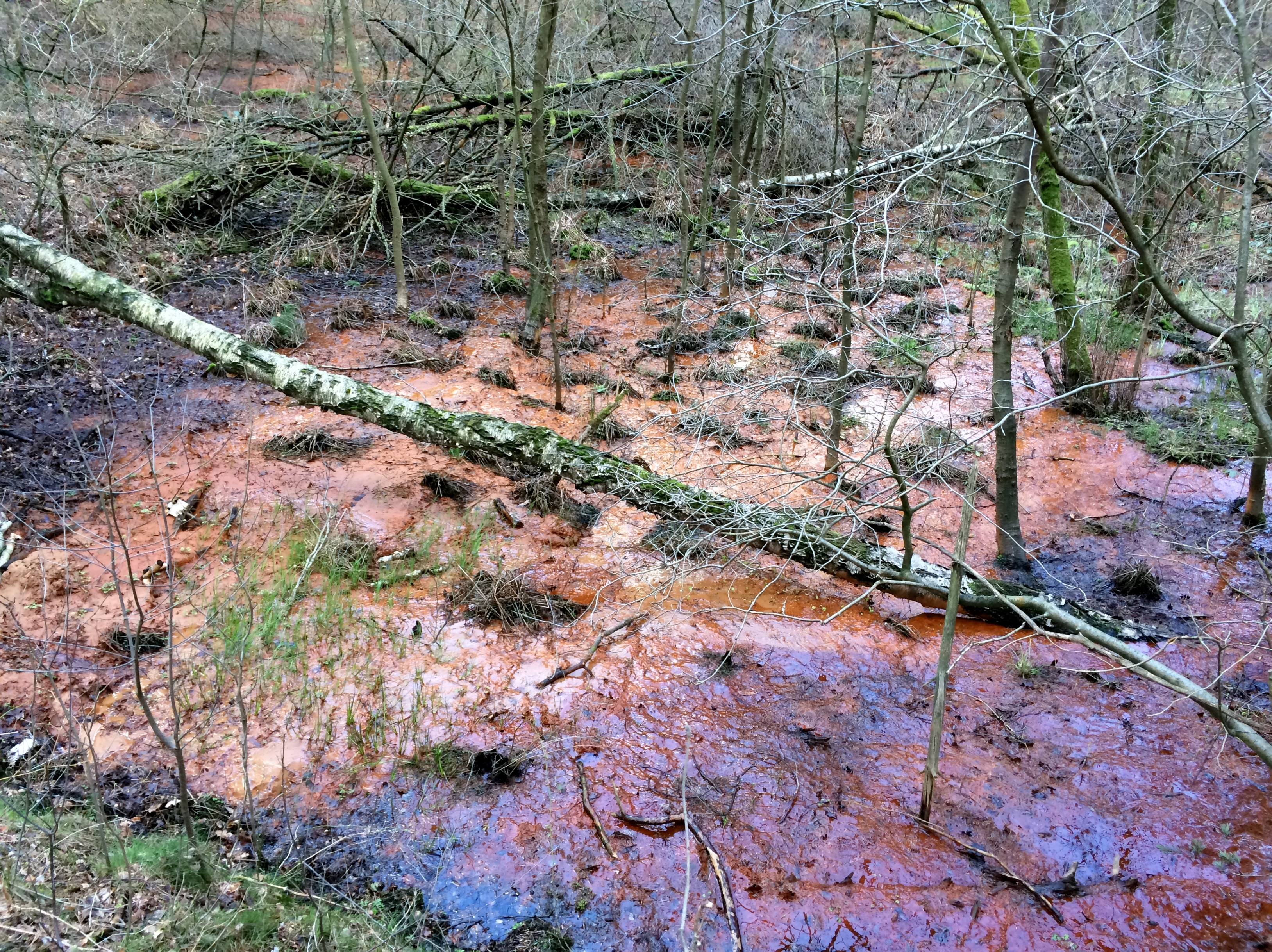
Gesundbrunnen

In der Liste der Baudenkmale in Buckautal und in der Liste der Bodendenkmale in Buckautal stehen die in der Denkmalliste des Landes Brandenburg eingetragenen Kulturdenkmale.
- Die Dorfkirche Buckau entstand um 1200 als romanischer Feldsteinbau mit Chor und Apsis. Der neuromanische Backsteinturm wurde um 1860 angebaut. Im Innern befinden sich ein gotischer Schnitzaltar aus der Zeit um 1420 sowie eine Holzfigur der Mutter Gottes, die um 1390 entstand. Als Stufe zum Altar dient ein Grabstein der Gertrudis, der rund 800 Jahre alt ist und als der älteste Grabstein der Mark Brandenburg gilt.[14]
- Historisch existierten mehrere Wassermühlen. Wehlers Mühle ist eine bis 1989 betriebene Getreidemühle. Bis 1990 wurde die Birkenreismühle als Sägemühle gewerblich genutzt.
- Gesundbrunnen, Quelltopf zwischen Buckau und Rottstock

## Wirtschaft und Infrastruktur

### Verkehr
Die Bundesstraße 107 zwischen Ziesar und Wiesenburg durchquert den Ortsteil Buckau. Die Bundesautobahn 2, die in der Nähe des Ortsteiles Steinberg durch das Gemeindegebiet führt, ist über die Anschlussstelle Ziesar (ca. 9 km entfernt) zu erreichen.
Durch das Gemeindegebiet führte die Bahnstrecke Wusterwitz–Görzke mit den Haltepunkten Buckau (Landkr Brandenburg) und Birkenreismühle. Der Personenverkehr wurde 1973, der Güterverkehr 1994 eingestellt.

### Energieversorgung
Bei Dretzen befinden sich seit 2005 zehn Windkraftanlagen vom Typ Fuhrländer FL 77 mit einer Leistung von je 1,5 MW und einem Rotordurchmesser von 77 m, die auf 111,5 m hohen freistehenden Stahlfachwerktürmen montiert sind.